# فراغ محلي
الفراغ المحلي (بالإنجليزية: Local Void)‏، هو فراغ كوني يبلغ قطره 70 مليون سنة ضوئية ويبعد من المركز نحو 140 مليون سنة ضوئية، اكتشفاه العالمان الفلكيان برينت تولي وريتشارد فيشر في عام 1987.
ويتكون هذا الفراغ المحلي من ثلاثة أقسام منفصلة تفصل بينها خيوط رفيعة من المجرات والنجوم. [4] لا يُعرف النطاق الدقيق للمنطقة ، ويبدو أن عدد المجرات في الفراغ المحلي أقل بكثير مما هو متوقع من الناحية الكونية.

## الموقع والمدى
الفراغات هي نتيجة لطريقة "تكتل" الجاذبية للمادة معًا في الكون. حيث تم دفع المجرات إلى عناقيد وسلاسل مفصولة بمناطق خالية في الغالب من المجرات.
لاحظ علماء الفلك سابقًا أن مجرة درب التبانة موجودة داخل مجموعة كبيرة ومسطحة من المجرات تسمى الصفيحة المحلية ، والتي تحد الفراغ المحلي. يمتد الفراغ المحلي حوالي 60 ميغا فرسخ (MPc) ويبدأ عند حافة المجموعة المحلية. يُعتقد أن المسافة من الأرض إلى مركز الفراغ المحلي لا تقل عن 23 مليون فرسخ فلكي . [4]
تم حساب حجم الفراغ المحلي بناءً على مجرة قزمة معزولة. فكلما كان الفراغ أكبر وأكثر تفريغًا تكون جاذبيته أضعف ، فتكون حركة المجرة القزمة إلى خارج الفراغ باتجاه تراكيز المادة. تم اقتراح الطاقة المظلمة كتفسير بديل للإزاحة السريعة للمجرة القزمة.
اقترح نموذج "Hubble Bubble" السابق ، المستند إلى السرعات المقاسة  للمستعرات العظمى من النوع Ia ، فراغًا نسبيًا حول مجرة درب التبانة. ومع ذلك أشار تحليل حديث لهذه البيانات إلى أن الغبار بين النجوم أدى إلى قياسات مضللة.
أظهر العديد من الباحثين أن الكون المحلي داخل دائرة نصف قطرها تصل إلى 300 مليون فرسخ فلكي MPc من مجرة درب التبانة أقل كثافة بنسبة 15-50٪ من المناطق المحيطة. يشار إلى هذا بالفراغ المحلي أو الثقب المحلي. [6] [7] في بعض التقارير الإعلامية أشير ايضا إلى هذا الغراغ بإسم KBC-Void ، على الرغم من عدم استخدام هذا الاسم في المنشورات الأخرى.

## التأثيرات على البيئة المحيطة
يعتقد العلماء أن الفراغ المحلي ينمو وأن أقرب منطقة خارج المجرة تشكل جدارًا للفراغ تتحرك بعيدًا عن مركز الفراغ بسرعة 260 كيلومترًا في الثانية. عادة ما تنخفض تركيزات المادة ، مما يخلق فراغًا أكبر تهاجر منه المادة. يُحاط الفراغ المحلي بشكل متساوٍ بالمادة من جميع الاتجاهات - باستثناء قطاع واحد حيث لا يوجد شيء يتسبب في استنزاف المزيد من المادة من هذا القطاع. إن التأثير على مجرة درب التبانة القريبة مذهل. السرعة التي تتحرك بها درب التبانة بعيدًا عن الفراغ المحلي هي 270 كيلومترًا في الثانية. وعلى ذلك فهي لا تتحرك وحدها إلى خارج الفراغ بل هي مرتبطة
بمجموعة المجرات المحلية  التي من ضمنها مجرة المرأة المسلسلة ونحو 30 مجرة أخرى أصغر منهما.

## مجرات في الفراغ المحلي
| مجرة          | نوع المجرة | البعد عنا سنة ضوئية | انزياح احمر | المصدر |
| ------------- | ---------- | ------------------- | ----------- | ------ |
| ESO 461-36    | dIrr       | 11 Millionen        | 0,001425    | [ 2 ]  |
| NGC 6503      | SA(s)cd    | 18 Millionen        | 0,000083    | [ 3 ]  |
| UGCA 433      | Im         | 21 Millionen        | 0,002765    | [ 4 ]  |
| MCG-01-57-015 | IBm        | 24 Millionen        | 0,002966    | [ 4 ]  |
| NGC 7077      | E          | 36 Millionen        | 0,003843    | [ 4 ]  |
| MCG-01-41-006 | dIrr       | 42 Millionen        | 0,002770    | [ 2 ]  |
| MCG-02-41-001 | SAB(r)b    | 48 Millionen        | 0,003252    | [ 4 ]  |

مع العلم بأن المجموعة المحلية تشغل "كرة" قطرها نحو 10 مليون سنة ضوئية.

## اقرأ أيضا
- مجرة الحوت أ
- القوس العملاق
- مجموعة ضخمة من الكوازار